# Schön!
Schön! Magazine es una revista en línea de moda en inglés, lanzada en junio de 2009, y en la actualidad con sede en Londres, Inglaterra. Se trata de una publicación Semestral y está disponible en forma impresa, así como en línea, en iPad y en iPhone y para su descarga en el sitio web de la revista. El título en alemán significa "bello".
Según su sitio web, su objetivo es "presentar una matriz dinámica y diversa de las ideas y el talento" en el arte y la moda. En una reciente encuesta realizada por la revista, su número de lectores es de 54% hombres, 46% mujeres y 45% son mayores de 30. El 42% ganan más de £ 50.000 al año. La revista se distribuye en 2012 con 115.000 copias en 43 países y ha llegado recientemente a China y Brasil.

## Historia
Schön! que comenzó como una revista en línea destinado a mostrar el trabajo de la línea de la comunidad creativa Nineteen74.com, homenajeado en 2009 con un Webby. Reflejaba la escala global de la comunidad con artículos, fotos y trabajos de cada uno de los continentes de los que saludaron los miembros de la comunidad. En los primeros números, se organizaron funciones y objetos en función de su continente de origen, pero a medida que la comunidad en línea creció, también lo hizo el ámbito de la revista. Más recientemente, la revista ha caído como el formato.
A pesar de que es relativamente una nueva publicación, ha contado con unos pocos modelos de bastante renombre como Andrej Pejic, de Tony Ward y el de ángel de Victoria Secret Alessandra Ambrosio. Celebridades como Kathy Griffin e Ivana Baquero han aparecido en los últimos números.